# Hot Tuna
Hot Tuna est un groupe de blues rock américain.

## Biographie
Le groupe est formé en 1969 à San Francisco par le bassiste Jack Casady et le guitariste Jorma Kaukonen, par ailleurs tous deux musiciens de Jefferson Airplane. Ont également joué Will Scarlett à l'harmonica, Papa John Creach au violon et Sammy Piazza à la batterie.
Leur musique est proche du blues et de la musique country. Ils reprennent des standards de blues, et leur premier disque (Hot Tuna sorti en 1970) est entièrement acoustique. Le groupe accentuera progressivement la présence des instruments électriques pratiquant même de 1975 jusqu'au live Double Dose en 1978, un hard blues électrique dans lequel les entrelacs de la guitare de Kaukonen étaient soutenus par les pulsations de la basse de son compère Casady.
Le groupe se sépare vers la fin des années 1970 et s'est reformé au milieu des années 1980.

## Membres
- Will Scarlett - harmonica (1969-1971)
- Marty Balin - chant (1969-1970)
- Joey Covington - batterie (1969-1970)
- Papa John Creach - violon (1970-1973)
- Sammy Piazza - batterie (1970-1974)
- Bob Steeler - batterie (1974-1977)
- Greg Douglass - guitare (1975)
- Nick Buck - claviers (1977)
- Michael Falzarano - guitare (1984-2002)
- Shigemi Komiyama - batterie (1984-1985)
- Harvey Sorgen - batterie (1985-2004)
- Peter Kaukonen - guitare (1989-1990)
- Pete Sears - claviers (1992-2001)
- Barry Mitterhoff - mandoline (depuis 2002)
- Eric Diaz - batterie (depuis 2004)

## Discographie
- 1970 : Hot Tuna (en concert)
- 1971 : First Pull Up, Then Pull Down (en concert)
- 1972 : Burgers
- 1973 : The Phosphorescent Rat
- 1975 : America's Choice
- 1975 : Yellow Fever
- 1976 : Hoppkorv
- 1978 : Double Dose (album live)
- 1979 : Final Vinyl (compilation)
- 1979 : Splashdown (album live, 1975)
- 1985 : Historic Live Tuna (album live, 1971)
- 1990 : Pair a Dice Found
- 1992 : Live at Sweetwater (album live)
- 1993 : Live at Sweetwater Two (album live)
- 1995 : Trimmed and Burning (compilation)
- 1996 : In a Can (coffret contenant Hot Tuna, First Pull Up then Pull Down, Burgers, America's Choice et Hoppkorv)
- 1996 : Classic Hot Tuna Acoustic (album live, 1971)
- 1996 : Classic Hot Tuna Electric (album live, 1971)
- 1997 : Splashdown Two (album live, 1975)
- 1997 : Live at Stove's
- 1998 : The Best of Hot Tuna (compilation)
- 1998 : Live in Japan (album live)
- 1999 : And Furthurmore... (album live)
- 2011 : Steady as She Goes